# Armata Albastră

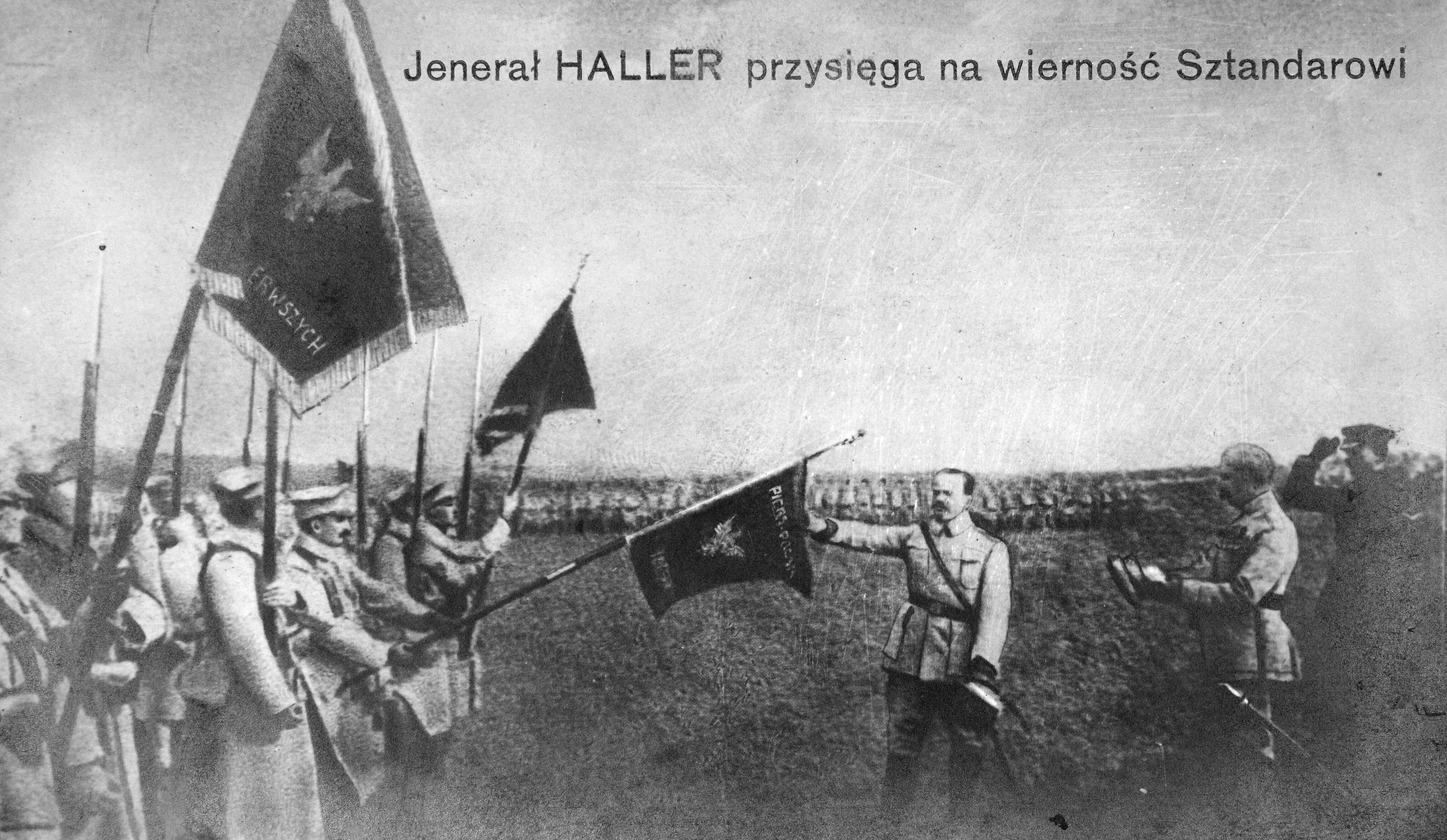
Generalul Józef Haller în fața trupelor

Armata Albastră sau Armata lui Haller este numele neoficial al armatei poloneze formată în Franța în ultima parte a primului război mondial. Armata a fost creată  în iunie 1917 ca parte a unităților poloneze aliate cu Antanta. După ce războiul s-a încheiat, aceste unități au fost transferate în Polonia, unde au luat parte la războiul polono-ucrainean și la războiul polono-sovietic. Primul nume îi venea de la uniformele albastre franțuzești purtate de soldați, iar al doilea de la comandantul armatei, generalul  Józef Haller de Hallenburg.

## Istoria armatei
Primele unități au început să fie formate după ce s-a semnat în 1917 alianța dintre președintele Franței, Raymond Poincaré, și omul de stat polonez și renumit pianist, Ignacy Jan Paderewski. Recruții pentru aceste noi unități veneau din toată lumea. Principalul rezervor de recruți l-au format grupurile de polonezi care erau încadrați în armata franceză și din foștii prizonieri de război ai armatelor germane și austro-ungare – aproximativ 35.000 de oameni. În plus s-au mai înrolat încă 22.000 polono-americani. O altă sursă de recruți importantă a fost Corpurile expediționare ruse în Franța și diaspora poloneză din Brazilia – mai mult de 300 de oameni. 
Armata a fost la început sub controlul politic al Franței și sub comanda militară a generalului Louis Archinard. Până la urmă, pe 23 februarie 1918, conducerea politică a fost încredințată Comitetului Național Polonez. În scurtă vreme s-au format noi unități și în afara Franței – diviziile a IV-a și a V-a de pușcași care s-au format în Rusia. Pe 28 septembrie, s-a semnat o alianță cu Antanta, care accepta unitățile poloneze din Franța drept singura armată poloneză, independentă, aliată și cobeligerantă. Pe 4 octombrie 1918, Comitetul Național l-a numit pe generalul Józef Haller de Hallenburg în funcția de comandant. .
Prima unitate care a intrat în luptă pe frontul de vest a fost Regimentul I de pușcași (1 pułk strzelców), care a luptat din iulie 1918 în Champagne și în munții Vosgi. Până în octombrie, întreaga divizie I de pușcași a participat la luptele din zonele  Rambervillers, Raon și L'Étape.
Primul război mondial s-a încheiat pa 11 noiembrie 1918, dar Armata Albastră a continuat să înroleze noi recruți, mulți dintre ei fiind etnici polonezi care, în timp ce erau în armata Austriacă, căzuseră prizonieri în mâinile aliaților. La începutul anului 1919, Armata Albastră număra deja 68.500 de soldați excelent pregătiți, echipați în întregime de guvernul francez. Între aprilie și iunie același an, militarii polonezi au fost transportați în Polonia renăscută prin portul Danzig Gdansk, împreună cu tot echipamentul greu de luptă. Imediat după sosirea lor în patrie, armata a fost transportată pe fronturile războiului polono-ucrainean pentru a a câștiga controlul asupra Galiției. Subunitățile ei au luptat eroic în Polonia Mică și în Volînia, sosirea armatei lui Haller determinând respingerea ucrainenilor și stabilirea unei linii de demarcație pe râul Zbruch.
În iulie 1919, Armata Albastră a fost transferată la granița cu Germania, unde s-a pregătit pentru apărarea țării împotriva unei invazii posibile din partea vecinului de la apus. Până la în luna septembrie a aceluiași an, Armata Albastră a fost complet incorporată în Armata poloneză. Unitățile foarte bine antrenate și foarte motivate ale Armatei Albastre, alături de avioanele și excelentele tancuri FT-17, au format nucleul noii armate naționale. 
Ca și cea mai mare parte a istoriei legate de războiul polono-sovietic și informațiile despre Armata Albastră au fost cenzurate de către sovietici în perioada dominată de comuniști în Republica Populară Polonia (1945-1989).

## Ordinea de luptă
- Corpul I polonez
  - Divizia I de pușcași
  - Divizia a II-a de pușcași
  - Regimentul I de artilerie grea
- Corpul al III-lea polonez
  - Divizia a III-a de pușcași
  - Divizia a VI-a de pușcași
  - Regimentul al III-lea de artilerie grea
- Unități independente
  - Divizia a VII-a de pușcași
  - Divizia de pregătire – cadre
  - Regimentul I de tancuri
- Corpul al II-lea polonez - format în Rusia
  - Divizia a IV-a de pușcași
  - Divizia a V-a de pușcași